# USS George W. Ingram (DE-62)
USS George W. Ingram  (DE-62/APD-43) là một tàu hộ tống khu trục lớp Buckley được Hải quân Hoa Kỳ chế tạo trong Chiến tranh Thế giới thứ hai. Tên nó được đặt theo thủy thủ George Washington Ingram (1918–1941), người từng phục vụ tại Căn cứ Không lực Hải quân Kaneohe, Oahu, Hawaii, và đã tử trận trong cuộc tấn công Trân Châu Cảng vào ngày 7 tháng 12, 1941. Nó đã phục vụ trong chiến tranh cho đến đầu năm 1945, khi được cải biến thành một tàu vận chuyển cao tốc mang ký hiệu lườn APD-62, và tiếp tục phục vụ ngay cả sau khi chiến tranh kết thúc cho đến năm 1947. Con tàu được chuyển cho Đài Loan năm 1967 và tiếp tục phục vụ cùng Hải quân Trung Hoa dân quốc như là chiếc ROCS Kang Shan (DE-43) cho đến khi ngừng hoạt động năm 1978 và bị tháo dỡ năm 1979.

## Thiết kế và chế tạo
Những chiếc thuộc lớp tàu hộ tống khu trục Buckley có chiều dài chung 306 ft (93 m), mạn tàu rộng 37 ft 1 in (11,30 m) và độ sâu mớn nước khi đầy tải là 11 ft 3 in (3,43 m). Chúng có trọng lượng choán nước tiêu chuẩn 1.400 tấn Anh (1.400 t); và lên đến 1.740 tấn Anh (1.770 t) khi đầy tải. Hệ thống động lực bao gồm hai turbine hơi nước General Electric công suất 13.500 mã lực (10.100 kW), dẫn động hai máy phát điện công suất 9.200 kilôwatt (12.300 hp) để vận hành hai trục chân vịt;  công suất 12.000 hp (8.900 kW) cho phép đạt được tốc độ tối đa 23 kn (26 mph; 43 km/h), và có dự trữ hành trình 6.000 nmi (6.900 mi; 11.000 km) khi di chuyển ở vận tốc đường trường 12 kn (14 mph; 22 km/h).
Vũ khí trang bị bao gồm ba pháo 3 in (76 mm)/50 cal trên tháp pháo nòng đơn có thể đối hạm hoặc phòng không, một khẩu đội 1,1 inch/75 caliber bốn nòng và tám pháo phòng không Oerlikon 20 mm. Vũ khí chống ngầm bao gồm một dàn súng cối chống tàu ngầm Hedgehog Mk. 10 (có 24 nòng và mang theo 144 quả đạn); hai đường ray Mk. 9 và tám máy phóng K3 Mk. 6 để thả mìn sâu. Khác biệt đáng kể so với lớp Evarts dẫn trước là chúng có thêm ba ống phóng ngư lôi Mark 15 21 inch (533 mm). Thủy thủ đoàn đầy đủ bao gồm 186 sĩ quan và thủy thủ.
George W. Ingram được đặt lườn tại xưởng tàu của hãng Bethlehem-Hingham Shipyard, Inc., ở Hingham, Massachusetts vào ngày 6 tháng 2, 1943. Nó được hạ thủy vào ngày 8 tháng 5, 1943; được đỡ đầu bởi bà James L. Ingram, mẹ thủy thủ Ingram, và nhập biên chế vào ngày 11 tháng 8, 1943 dưới quyền chỉ huy của Hạm trưởng, Thiếu tá Hải quân Ernest Relde Perry.

## Lịch sử hoạt động

### 1943 - 1945
Sau khi hoàn tất việc chạy thử máy tại vùng biển Bermuda, George W. Ingram khởi hành từ New York vào ngày 13 tháng 10, 1943 để đảm nhiệm vai trò hộ tống vận tải vượt Đại Tây Dương. Đi ngang qua Tây Ấn, nó hộ tống một đoàn tàu tiếp liệu hướng sang Bắc Phi, đi đến Algiers, Algeria vào ngày 7 tháng 11; chặng quay trở về đi ngang qua Tây Ấn và vùng kênh đào Panama, và nó về đến vào ngày 4 tháng 12. Trong giai đoạn từ ngày 26 tháng 12, 1943 đến ngày 12 tháng 7, 1944, nó đã thực hiện thêm năm chuyến hộ tống vận tải khứ hồi giữa New York và Boston đến Londonderry, Bắc Ireland, trong thời kỳ phe Đồng Minh đang tích lũy lực lượng nhằm chuẩn bị để tiến hành Chiến dịch Overlord.
Sau một chuyến hộ tống vận tải ven biển dọc bờ Đông, George W. Ingram khởi hành từ Charleston, South Carolina vào ngày 6 tháng 11 để hộ tống cho Đoàn tàu CK-4 đi sang Plymouth, Anh. Đến nơi vào ngày 5 tháng 12, nó lên đường một tuần sau đó cho hành trình quay trở về Hoa Kỳ, hộ tống tàu bè và tàu đổ bộ bị hư hại sau cuộc Đổ bộ Normandy. Tại vị trí về phía Đông Bắc Azores vào ngày 20 tháng 12, đoàn tàu bị tàu ngầm U-boat Đức U-870 tấn công, đánh chìm LST-359 và gây hư hại cho tàu chị em Fogg (DE-57). Phản ứng nhanh chóng và hiệu quả của lực lượng hộ tống đã ngăn chặn được chiếc U-boat, không để thiệt hại thêm, và George W. Ingram về đến New York vào ngày 12 tháng 1, 1945.
Sau khi hộ tống một tàu ngầm Ý đi từ Portsmouth, New Hampshire đến New London, Connecticut, George W. Ingram được xếp lại lớp với ký hiệu lườn mới APD-43 vào ngày 23 tháng 2. Trong những tháng tiếp theo nó được cải biến tại Tompkinsville, New York thành một tàu vận chuyển cao tốc lớp Charles Lawrence. Không lâu sau khi chiến tranh kết thúc tại châu Âu, nó rời để chuyển sang khu vực Mặt trận Thái Bình Dương, đi ngang qua kênh đào Panama và San Diego để đến Trân Châu Cảng, đến nơi vào ngày 20 tháng 6. Con tàu hoạt động huấn luyện với các đội phá hoại dưới nước (UDT: Underwater Demolition Team) tại đây, rồi đón lên tàu Đội UDT-26 và rời Trân Châu Cảng vào ngày  24 tháng 8 để đi sang Viễn Đông. Vào lúc này Nhật Bản đã chấp nhận đầu hàng vào ngày 15 tháng 8 giúp kết thúc cuộc xung đột.
Đi ngang qua Eniwetok và Okinawa, George W. Ingram đi đến Jinsen vào ngày 8 tháng 9, nơi nó hỗ trợ cho việc đổ bộ lực lượng chiếm đóng Hoa Kỳ lên phía Nam bán đảo Triều Tiên. Nó tiếp tục đi đến Đường Cô thuộc Thiên Tân, Trung Quốc vào ngày 26 tháng 9, nơi Đội UDT-26 hoạt động rà phá thủy lôi và chướng ngại vật ở vùng cửa sông Hải Hà từ ngày 29 tháng 9 đến ngày 1 tháng 10, dọn đường cho cuộc đổ bộ của lực lượng Thủy quân Lục chiến. Sau đó nó tiếp tục hỗ trợ cho việc đổ bộ lực lượng Hoa Kỳ lên Yên Đài và Thanh Đảo trước khi lên đường vào ngày 17 tháng 10 để quay trở về Hoa Kỳ. Đi ngang qua Okinawa, Eniwetok và Trân Châu Cảng để quay về vùng bờ Tây, nó về đến San Diego vào ngày 11 tháng 11.
George W. Ingram được cho xuất biên chế tại San Diego vào ngày 15 tháng 1, 1947, và được đưa về Hạm đội Dự bị Thái Bình Dương, neo đậu tại Bremerton, Washington. Tên nó được cho rút khỏi danh sách Đăng bạ Hải quân vào ngày 1 tháng 1, 1967.

### ROCSKang Shan(PF-43)
Con tàu được chuyển cho Trung Hoa dân quốc (Đài Loan) vào ngày 16 tháng 5, 1967 trong khuôn khổ Chương trình Viện trợ Quân sự. Nó nhập biên chế cùng Hải quân Trung Hoa dân quốc vào ngày 16 tháng 5, 1967 như là tàu frigate ROCS Kang Shan (PF-43); ký hiệu lườn của nó sau được đổi thành PF-843. Kang Shan ngừng hoạt động năm 1978 và bị tháo dỡ năm 1979.

## Phần thưởng[7]
|  |  |  |
|  |  |  |

| Huân chương Chiến dịch Hoa Kỳ                 |                                                    |                                      |
| Huân chương Chiến dịch Châu Á-Thái Bình Dương | Huân chương Chiến dịch Châu Âu-Châu Phi-Trung Đông | Huân chương Chiến thắng Thế Chiến II |